# 高橋アリス
高橋 アリス（たかはし アリス、2003年11月21日 - ）は、日本のファッションモデル、キックボクサー。
エイベックス・マネジメント所属していたが現在はフリー。

## 略歴
4歳から伊原道場に通いキックボクシングを始め、中学校ではバスケットボール部と両立。
ミスセブンティーン2018に一般応募し、『Seventeen』専属モデルとなった（2020年に卒業するまでレギュラーモデル）。以降芸能活動においてはエイベックス・マネジメント所属となる。
2019年3月3日、後楽園ホール「新日本キック MAGNUM 49」にアリス名義で出場し（51kg契約）、キックボクシング・プロデビュー。試合は栞夏に判定勝ち。15歳での勝利は史上最年少勝利となった。
2021年3月15日、テレビ朝日『激レアさんを連れてきた』に出演。その後は『UNDER ARMOUR』『アルペン』など、スポーツ系モデルとしても活躍した。
2022年3月21日に所属していた伊原道場を離れた事を明らかにした。引退説も出たが本人は引退を否定した。
2022年12月24日（土）に東京・後楽園ホールで開催されるキックボクシングイベント『NKB 2022 喝采シリーズ FINAL』にMickey戦で復帰。所属はフリーランス。
その後所属ジムをチームプラスアルファに移籍し、2023年3月26日、NJKF認定の女子部門「GODDESS OF VICTORY」東京・GENスポーツパレス大会でのIMARI戦で敗北。
2023年2月11日、東京・大田区総合体育館『NO KICK NO LIFE』ではMelty輝に判定の末、敗北。復帰位から3連敗となった。
同年9月発売『週刊プレイボーイ』で初の水着グラビアを担当。

## 人物
東京都出身。日本人の父とイスラエル人の母を持つハーフである。
キックボクシングを始めたのは、父が空手経験者で、いじめられていたときにジムに連れてってもらったのがきっかけ。以降、生活習慣のようにトレーニングしており、「気づいたらプロになっていた」という。
芸能活動はモデルに憧れ、記念受験にミスセブンティーンに応募し、合格したことで面白さに目覚め、将来的には演技やアクションもできるようになりたいという。事務所の方は両立を応援しており、ケガは心配という声には、「私、ケガしませんから」と答えている。